# Hesnor Rivera
Hesnor Rivera (Maracaibo, 12 de julio de 1928-ídem, 17 de octubre de 2000) fue un poeta, docente y periodista venezolano. Miembro principal del Grupo Literario Apocalipsis, iniciador de la vanguardia literaria en Venezuela en 1955

## Biografía
Hesnor Albert Rivera nació en Maracaibo el 12 de julio de 1928 y murió en la misma ciudad el 17 de octubre de 2000. Licenciado en letras (LUZ, 1972), Periodista, profesor universitario y escritor. Utilizó el seudónimo de Diógenes Portero. Desde su adolescencia en el liceo Baralt demostró su sensibilidad por la poesía, en las clases impartidas por Eduardo Matthyas Lossada, quien le enseñó la técnica de la construcción del soneto. Ingresó a la Facultad de Medicina de la Universidad del Zulia, ganó el primer Concurso de Poesía y Cuento (1948) con el poema Libertad y el cuento La Gaita, además de encargarse de la «Página Literaria Universitaria» en el diario Panorama.  
Hastiado del medio, pronto decidió emprender una aventura con su amigo Otto Rincón: viajar por tierra a Chile, a través de Colombia, Ecuador y Perú, en distintos transportes y en las más diversas condiciones. En Santiago de Chile inició estudios de filosofía y letras en el Instituto Pedagógico, se vinculó con los poetas de Mandrágora y sus experiencias surrealistas, colaboró en La Hora y fue cantante de boleros en El Farallón. Regresó a Maracaibo, donde escribió Ciudad y Apocalipsis (1952) y emprendió de nuevo viaje hacia Colombia, donde en la casa de Juan Sánchez Peláez, escribió en una sola noche su célebre poema Silvia (1953). De  retorno a Maracaibo, con frecuentes viajes a Caracas, se relacionó con los jóvenes escritores que años más tarde constituirían el grupo Sardio. En Maracaibo fundaría el grupo Apocalipsis en septiembre de 1955, conjuntamente con los jóvenes poetas: César David Rincón, Ignacio de La Cruz, Atilio Storey Richardson, Miyó Vestrini, Néstor Leal, Laurencio Sánchez Palomares y Régulo Villegas, así como los artistas visuales: Francisco Paco Hung, Rafael Ulacio Sandoval y Homero Montes, en el bar Piel Roja de Maracaibo. Llevaron a efecto la renovación de las letras en la ciudad, lo cual significó una ruptura con la tradición poética udonperiana, además de lograr ingresar como reportero en Panorama, el cual dirigía Ciro Urdaneta Bravo. En 1958 marchó a París, donde el desarraigo, la soledad y la barrera del idioma, lo ayudaron mucho en la formación de su carácter, mientras escribía Cartas de un Provinciano en el Mundo (1959), para el diario Panorama. Se trasladó a Alemania, donde estudió en la Universidad Alberto Magno de Colonia y adquirió nuevas experiencias. Ya en Maracaibo, fue secretario de redacción de Panorama (1962) y posteriormente subdirector (1965-1987), ganó el segundo premio del Concurso Anual de Poesía de la Facultad de Humanidades de la Universidad del Zulia en dos ocasiones (1964 y 1967) y decidió estudiar letras en esa Máxima Casa de Estudios, donde al egresar quedó como profesor. Publicó doce libros de poesía y dirigió el programa radial La palabra y su sombra por la emisora La Voz de la Fe y el programa Primicias en Niños Cantores Televisión. Premio Nacional de Poesía CONAC (1979) y Premio Regional de Literatura Dr. Jesús Enrique Lossada, mención poesía (1992). Obtuvo las condecoraciones Orden Andrés Bello (1975) y Orden Francisco de Miranda (1979), entre otras. Colaboró con  Zona Franca, El Nacional, El Universal, La República, Revista Nacional de Cultura, Imagen, Puerta de Agua y desde luego Panorama, así como de otros periódicos y revistas del país.  
En 2010, Norberto José Olivar publicó una biografía novelada del poeta titulada Cadáver exquisito y fue finalista del Premio Rómulo Gallegos (2011).  En el mes de septiembre de 2013, con motivo de los 85 años de  su  natalicio, se  rindieron dos homenajes: el primero, en el marco del  II Festival de Poesía de Maracaibo, organizado por el Movimiento Poético de Maracaibo, con la participación de Carlos Ildemar Pérez y Miguel Ángel Campos; y el segundo, organizado por la Universidad Católica Cecilio Acosta y la Universidad del Zulia, con el título de “Persistencia del Alucinado”, el cual consistió en el estudio de su obra poética y de su biografía, durante tres días.  

## Obra publicada
- En la Red de los Éxodos. Poemas.  Maracaibo: Universidad del Zulia, Facultad de Humanidades, 1963, p. 79. (Colección Arte y Letras, III). Prólogo por Ignacio de La Cruz. Puerto de Escala. Poemas. Maracaibo: Universidad del Zulia, Facultad de Humanidades, 1965, p. 66. (Colección Arte y Letras, VI).
- Superficie del Enigma. Maracaibo: Universidad del Zulia, Facultad de Humanidades, 1968, p. 108. (Colección Arte y Letras, XXX). No Siempre el Tiempo Siempre. Maracaibo: Ediciones del Instituto Zuliano de la Cultura «Andrés Eloy Blanco», 1975. (Colección La Alberca de Zafiro).[5]
- Las Ciudades Nativas. Maracaibo: Universidad del Zulia, Dirección de Cultura, 1976, p. 69, ilus. de Carmelo Niño. Presentación de Juan Gregorio Rodríguez. 2.ª Edición Facsimilar: Maracaibo: Universidad del Zulia, Taller del Departamento de Reproducción de la Dirección de Cultura, 1976, p. 69.
- Persistencia del Desvelo. Caracas: Monte Ávila Editores, 1976, p. 188. (Colección Altazor). Epílogo por Otto Rincón.
- El Visitante Solo. Maracaibo: CORPOZULIA, Editorial del Lago, 1978. Presentación por Fernando Chumaceiro.
- Elegía a Medias. Maracaibo: Gobernación del estado Zulia, Instituto Zuliano de la Cultura «Andrés Eloy Blanco», 1978, ilus. por Eduardo Rosales. Presentación por el Autor.
- La Muerte en Casa. Maracaibo: MARAVEN, Filial de Petróleos de Venezuela, Editorial del Lago, 1980, ilus. por Fernando Asián. Presentación por Alberto Quirós Corradi.
- El Acoso de las Cosas. Maracaibo: CORPOZULIA, Editorial del Lago, 1981-1982, p. 73,ilus. por Francisco Hung. Prólogo por Otto Rincón.
- Los Encuentros en las Tormentas del Huésped. Caracas: Fundarte, 1988, p. 86.
- Secreto a Voces. (Sonetos Completos). Maracaibo: Universidad del Zulia, EDILUZ, 1992, p. 213.
- Hesnor Rivera. Antología Poética. Maracaibo: Gobernación del estado Zulia, Secretaría de Cultura del estado Zulia, 1993, p. 284. (Puerta de Agua. No. 5. Maracaibo: Oct. 1993).
- Endechas del Invisible. Poemas. Maracaibo: Universidad del Zulia, Dirección de Cultura, 1995, p. 121. (Colección Álbum del Sol, 3). «Presentación de Hesnor Rivera» por Otto Rincón. «Cronología de Hesnor Rivera» por Jesús Ángel Parra y Luis Guillermo Hernández.